# Верхня Пеша
Верхня Пеша (ненец. Тю”уй Пясты, рос. Верхняя Пеша) — присілок у Заполярному районі Ненецького автономного округу Архангельської області Російської Федерації.
Населення становить 134 особи (2010). Входить до складу муніципального утворення Пешська сільрада.

## Історія
До 1920-их років населений пункт належав до Архангельської губернії. Від 1929 року належить до Ненецького автономного округу, від 2005 — новоутвореного Заполярного району. Згідно із законом від 24 лютого 2005 року органом місцевого самоврядування є Пешська сільрада.

## Населення
| 2002 | 2010 |
| ---- | ---- |
| 187  | ↘134 |